# Episodi di Anna dai capelli rossi

Anna Shirley, la protagonista nell'ultimo episodio della serie

Questa è la lista degli episodi dell'anime Anna dai capelli rossi, prodotto nel 1979 dalla Nippon Animation in 50 episodi e facente parte del progetto World Masterpiece Theater. Nel 2009 è stato prodotto il prequel Sorridi, piccola Anna.

## Lista episodi
| Nº | Titolo italiano Giapponese 「Kanji」 - Rōmaji | In onda           | In onda          |
| Nº | Titolo italiano Giapponese 「Kanji」 - Rōmaji | Giapponese        | Italiano         |
| 1  | La sorpresa di Matthew Cuthbert 「マシュウ・カスバート驚く」 - Mashuu . kasubato odoroku | 7 gennaio 1979    | 20 ottobre 1980  |
| 1  | La storia inizia con i due vecchietti che si chiamano Marilla e Matthew Cuthbert. I due fratelli sono entrambi anziani ed anche non sposati, inoltre vivono nella casa dal Tetto Verde sull'isola del Principe Edoardo. Questi ultimi, costretti dalla loro età avanzata, decidono di adottare un ragazzo di 11 anni dall'orfanotrofio di Hope Town che li aiuti con il lavoro della fattoria, e dato che una loro conoscente, la signora Alessandra Spencer, voleva adottare anche lei un'orfanella, si offre di accompagnare il loro ragazzo con lo stesso viaggio. Tuttavia Matthew, quando arriva in stazione a prenderlo, si trova di fronte ad Anna, una bambina dai capelli rossi, che è della stessa età ignara del requisito per l'adozione che avevano espresso Matthew e Marilla Cuthbert. L'uomo, per la sua timidezza e perché viene ammaliato dalla parlantina della bambina, non le dice nulla e la porta a casa, pentendosi e rattristandosi per lei quando saprà la verità. |                   |                  |
| 2  | La sorpresa di Marilla Cuthbert 「マリラ・カスバート驚く」 - Marira . kasubato odoroku | 14 gennaio 1979   | 21 ottobre 1980  |
| 2  | Marilla si dimostra molto ostile verso Anna, che reputa inutile per gli scopi che si erano prefissi. Anna che credeva di avere finalmente trovato una casa, passerà una notte terribile al "Tetto Verde" sapendo che l'indomani sarebbe stata rimandata all'orfanotrofio. |                   |                  |
| 3  | La prima mattina ai Tetti Verdi 「グリーン・ゲイブルズの朝」 - Gurin . geiburuzu no asa | 21 gennaio 1979   | 22 ottobre 1980  |
| 3  | Anna passa l'ultima mattina al "Tetto Verde", ma Marilla è irremovibile: dopo pranzo la donna e la bambina, sotto lo sguardo sconsolato di Matthew, partiranno per riportare Anna dalla signora Spencer, che l'avrebbe poi rimandata in orfanotrofio. |                   |                  |
| 4  | Anna racconta la sua storia 「アン・生い立ちを語る」 - an . oitachi wo kataru | 28 gennaio 1979   | 18 febbraio 1982 |
| 4  | Durante il viaggio in calesse verso la casa della signora Spencer, Anna racconta a Marilla la triste storia della sua infanzia. |                   |                  |
| 5  | Marilla prende una decisione 「マリラ・決心する」 - marira . kesshin suru | 4 febbraio 1979   | 23 ottobre 1980  |
| 5  | Una volta arrivata dalla signora Spencer, Marilla prende una decisione inaspettata: avrebbe riportato Anna indietro con sé. La bambina, dopo ore di angoscia quasi non crede alla cosa. Anche Matthew che durante tutta la giornata non è riuscito a lavorare per l'ansia, accoglie con sollievo Marilla e Anna. |                   |                  |
| 6  | Anna dai Tetti Verdi 「グリーン・ゲイブルズのアン」 - gurin . geiburuzu no an | 11 febbraio 1979  | 24 ottobre 1980  |
| 6  | Marilla prende la decisione di occuparsi personalmente dell'educazione di Anna e non ammette interferenze da parte del fratello Matthew. |                   |                  |
| 7  | Primi problemi con i vicini 「レイチェル夫人恐れをなす」 - reichieru fujin osore wonasu | 18 febbraio 1979  | 27 ottobre 1980  |
| 7  | La signora Rachel Lynde, amica e vicina di casa di Marilla, è sempre stata contraria all'adozione di un ragazzo dell'orfanotrofio e durante una visita al "Tetto Verde" denigra apertamente l'aspetto di Anna che a sua volta reagisce in modo terribile. Marilla sa che Anna è dalla parte della ragione, ma le impone comunque di chiedere scusa perché sa anche che l'amica è troppo sciocca per capire l'entità delle proprie colpe. Anna reciterà quindi la parte della povera orfanella pentita, tanto da essere perdonata da una commossa ma alquanto ingenua signora Rachel. Solo l'intelligente Marilla capisce che il pentimento di Anna è solamente una finzione, ma tace. Quella sera, Marilla sente per la prima volta un vero affetto materno quando lei e Anna, tornando a casa, si tengono per mano. |                   |                  |
| 8  | L'educazione religiosa di Anna 「アン・日曜学校へ行く」 - an . nichiyou gakkou he iku | 25 febbraio 1979  | 28 ottobre 1980  |
| 8  | Anna, che non ha mai ricevuto un'educazione religiosa, dovrà frequentare il catechismo, che però reputa molto noioso. Inoltre si trova molto a disagio con i ragazzi della sua età che incontra per la prima volta e non riesce ad intrattenere con loro un rapporto di amicizia. |                   |                  |
| 9  | Promesse e giuramenti solenni 「おごそかな誓い」 - ogosokana chikai | 4 marzo 1979      | 29 ottobre 1980  |
| 9  | Fino ad allora Anna aveva avuto solamente amiche immaginarie, ora finalmente incontra Diana Barry, che diventerà la sua prima vera amica. Le due bambine sigleranno tra loro un solenne giuramento di amicizia perpetua. |                   |                  |
| 10 | Anna gioca con la sua amica del cuore 「アン・心の友と遊ぶ」 - an . kokoro no tomo to asobu | 11 marzo 1979     | 30 ottobre 1980  |
| 10 | Finalmente Anna può giocare con una bambina della sua stessa età. Un boschetto di betulle diventa la loro casa, che arredano con dei vecchi piatti ed un tavolino costruito da Matthew. |                   |                  |
| 11 | Marilla perde una spilla di ametista 「マリラ・ブローチをなくす」 - marira . burochi wonakusu | 18 marzo 1979     | 31 ottobre 1980  |
| 11 | Marilla non trova più la sua spilla di ametista ed incolpa Anna di averla persa. Lei tenta in tutti i modi di cercarla, ma non la trova da nessuna parte. Anna nega, ma Marilla, per punizione, decide di tenerla chiusa in camera sua finché non avrà confessato, mettendo a rischio solo la partecipazione della bambina al picnic del catechismo. |                   |                  |
| 12 | Anna confessa 「アン・告白をする」 - an . kokuhaku wosuru | 25 marzo 1979     | 4 novembre 1980  |
| 12 | Anna, pur di partecipare al picnic, finge di confessare di aver fatto cadere la spilla nel "Lago dalle acque splendenti". Marilla è sconsolata: sa che non potrà mai più fidarsi della bambina, ma inaspettatamente la spilla, smarrita per colpa di Marilla, viene ritrovata e la donna, che sa di essersi comportata molto male con Anna, fa di tutto per farla arrivare in tempo al picnic. |                   |                  |
| 13 | Anna va a scuola 「アン・学校へ行く」 - an . gakkou he iku | 1º aprile 1979    | 5 novembre 1980  |
| 13 | Finisce l'estate ed Anna va a scuola. Si trova subito molto bene con le compagne di classe, un po' meno con il maestro dai baffi lunghi, il signor Phillips, che comincia subito a denigrare la scarsa cultura di Anna. |                   |                  |
| 14 | Anna lascia la scuola 「教室騒動」 - kyoushitsu soudou | 8 aprile 1979     | 6 novembre 1980  |
| 14 | Anna litiga con il suo compagno di classe Gilbert, reo di averla chiamata "Pel di Carota". In seguito il signor Phillips punisce duramente e ingiustamente Anna e la bambina decide di non frequentare più la scuola. Marilla capisce lo stato d'animo di Anna e decide di aspettare che la bambina ritorni a scuola di sua volontà. |                   |                  |
| 15 | Inizia l'autunno 「秋の訪れ」 - aki no otozure | 15 aprile 1979    | 7 novembre 1980  |
| 15 | Anche se Anna sta a casa da scuola, procede con gli studi e intanto Marilla le insegna a fare i dolci. Gilbert si scusa con Anna delle parole che le aveva rivolto, ma lei continua a non perdonarlo. |                   |                  |
| 16 | Anna invita Diana a casa 「ダイアナをお茶に招く」 - daiana woo cha ni maneku | 22 aprile 1979    | 10 novembre 1980 |
| 16 | In assenza di Marilla, Anna invita Diana a casa sua, ma per errore, invece di offrirle del succo di lampone, offre a Diana del vino facendola ubriacare. La madre di Diana è infuriata e non permetterà più che Anna frequenti la figlia dopo che Diana è in punizione. |                   |                  |
| 17 | Anna torna a scuola 「アン・学校へもどる」 - an . gakkou hemodoru | 6 maggio 1979     | 11 novembre 1980 |
| 17 | Anna ritorna a scuola per poter di nuovo incontrare la sua amica del cuore. Diana ha avuto ordine dalla madre di non parlarle, ma Anna capisce che la loro grande amicizia non è finita. |                   |                  |
| 18 | Anna salva la vita a Minnie May 「アン、ミニイ・メイを救う」 - an , minii . mei wo sukuu | 13 maggio 1979    | 12 novembre 1980 |
| 18 | Una sera d'inverno Diana irrompe a casa di Anna: i suoi genitori sono fuori paese e la sorellina Minnie May è affetta da difterite ed è in fin di vita. Mentre Matthew va alla ricerca disperata di un medico, Anna con la sua grande esperienza in fatto di bambini cura la piccola e riesce a farle superare la crisi. Quando in mattinata arriva il medico, non può far altro che constatare che Anna ha salvato la vita a Minnie May. La signora Barry chiederà scusa ad Anna e permetterà di nuovo alla figlia di frequentarla. |                   |                  |
| 19 | Il compleanno di Diana 「ダイアナの誕生日」 - daiana no tanjoubi | 20 maggio 1979    | 13 novembre 1980 |
| 19 | Per il compleanno di Diana, Anna passerà la notte a casa dell'amica e qui farà la conoscenza (alquanto burrascosa) con la zia Giuseppina, che apprezzerà subito il carattere sincero e solare della ragazzina. |                   |                  |
| 20 | Torna la primavera 「再び春が来て」 - futatabi haru ga kite | 27 maggio 1979    | 14 novembre 1980 |
| 20 | È passato un anno da quando Anna è venuta ad abitare al "Tetto Verde". Come regalo di compleanno, Matthew porta Anna a rifare col calesse il medesimo meraviglioso viaggio che un anno prima aveva portato la ragazzina dalla stazione ferroviaria a quella che ora è definitivamente la sua casa. |                   |                  |
| 21 | Il nuovo pastore e sua moglie 「新しい牧師夫妻」 - atarashi i bokushi fusai | 3 giugno 1979     | 17 novembre 1980 |
| 21 | Anna incontra la signora Hallan, la moglie del nuovo pastore e sua nuova insegnante di catechismo e ne rimane affascinata. La donna riesce finalmente a far interessare Anna alla materia e di ciò Marilla è molto contenta. |                   |                  |
| 22 | La torta di Anna 「香料ちがい」 - kouryou chigai | 10 giugno 1979    | 18 novembre 1980 |
| 22 | Il pastore Hallan e sua moglie vanno a pranzo dai due vecchietti ed Anna per l'occasione prepara una meravigliosa torta, ma per errore invece della vaniglia utilizza un medicinale. La torta risulta immangiabile ed Anna è disperata, ma la moglie del pastore riuscirà a consolarla. |                   |                  |
| 23 | Un invito per il thè 「アン・お茶によばれる」 - an . o cha niyobareru | 17 giugno 1979    | 19 novembre 1980 |
| 23 | La signora Hallan invita Anna per il thè e Anna è contemporaneamente felice e terrorizzata di fare brutta figura. La bambina passa una giornata indimenticabile: ha trovato nella moglie del pastore una nuova confidente e le racconta tutta la sua travagliata infanzia. |                   |                  |
| 24 | Giochi pericolosi 「面目をかけた大事件」 - menboku wokaketa daijiken | 24 giugno 1979    | 20 novembre 1980 |
| 24 | A causa di uno stupido gioco, Anna cade dal tetto della cucina di Diana, fratturandosi una caviglia. Marilla vuole molto bene alla bambina, ma è solo a questo punto che, vedendosela riportare a casa svenuta in braccio al padre di Diana, si rende improvvisamente conto che per lei Anna è diventata poco a poco la persona più importante del mondo. |                   |                  |
| 25 | La malattia di Diana 「ダイアナへの手紙」 - daiana heno tegami | 1º luglio 1979    | 21 novembre 1980 |
| 25 | Da qualche giorno Anna non ha più notizie di Diana e comincia a sospettare che l'amica abbia una grave malattia. Anna è ormai disperata quando finalmente Diana ritorna da Charlottetown dove era andata a trovare la zia malata. |                   |                  |
| 26 | Progetto per uno spettacolo 「コンサートの計画」 - konsato no keikaku | 8 luglio 1979     | 24 novembre 1980 |
| 26 | La nuova maestra di Anna, la signora Stacie, organizza uno spettacolo per le feste natalizie, ma Marilla, sempre austera, non vede di buon grado che i ragazzi perdano tempo per le prove invece di dedicarsi allo studio. |                   |                  |
| 27 | Matthew e le maniche a sbuffo 「マシュウとふくらんだ袖」 - mashuu tofukuranda sode | 15 luglio 1979    | 25 novembre 1980 |
| 27 | Matthew vuole regalare ad Anna il tanto agognato vestito con le maniche a sbuffo. Timido e impacciato com'è trova però molte difficoltà a comprare il regalo, fino a che la signora Rachel si offre di cucirne uno. Marilla non approva il regalo perché teme che possa accrescere la vanità di Anna, ma è messa di fronte al fatto compiuto e non può opporsi. |                   |                  |
| 28 | La recita di Natale 「クリスマスのコンサート」 - kurisumasu no konsato | 22 luglio 1979    | 26 novembre 1980 |
| 28 | La sera della recita, Marilla vede la sua Anna sul palco con il vestito nuovo regalatole da Matthew e rimane colpita dalla sua bravura nella recitazione e del fatto che stia diventando ormai una ragazza. I due anziani sono orgogliosi della loro bambina, e quella sera stessa, quando Anna è ormai andata a dormire, parlano per la prima volta del suo futuro e di quello che essi possono offrirle. |                   |                  |
| 29 | Anna fonda un club 「アン・物語クラブを作る」 - an . monogatari kurabu wo tsukuru | 29 luglio 1979    | 27 novembre 1980 |
| 29 | Anna fonda con alcune compagne di classe il "Club del Racconto", un circolo esclusivo (non sono ammessi i ragazzi, con grande rammarico di Ruby Gillis, una sua grande amica) che ha per scopo la scrittura di racconti, che verranno poi letti e commentati da tutte le associate. |                   |                  |
| 30 | Vanità e contrarietà 「虚栄と心痛」 - kyoei to shintsuu | 5 agosto 1979     | 28 novembre 1980 |
| 30 | Anna continua ad avere il complesso dei capelli rossi e compra da un venditore ambulante una tintura per capelli che userà con effetti disastrosi. Marilla sarà costretta a tagliarle i capelli, diventati di un terribile colore verde indelebile. |                   |                  |
| 31 | La sfortunata Dama del Giglio 「不運な白百合姫」 - fuun na shirayuri hime | 12 agosto 1979    | 1º dicembre 1980 |
| 31 | Durante un gioco con le sue amiche Anna si trova da sola intrappolata su una barchetta che lentamente comincia ad affondare nelle acque del "Lago dalle Acque Splendenti". Viene salvata dal tempestivo arrivo di Gilbert, che coglie l'occasione per chiederle scusa per l'ennesima volta, ma anche questa volta l'orgoglio di Anna ha il sopravvento e lei rifiuta l'offerta di pace di Gilbert, che se ne va stizzito ed offeso. Anna si pente subito del suo gesto, ma ormai è troppo tardi. |                   |                  |
| 32 | Il momento più dolce 「生涯の一大事」 - shougai no ichidaiji | 19 agosto 1979    | 2 dicembre 1980  |
| 32 | La zia Giuseppina invita Anna e Diana per qualche giorno a Charlottetown. Al ritorno Anna racconta a Marilla e a Matthew le meraviglie che ha visto e i bei momenti che ha vissuto in quei giorni di vita in città. Ma il momento più dolce della sua vacanza è stato il ritorno al "Tetto Verde", quando ha ritrovato la sua casa e la sua famiglia. |                   |                  |
| 33 | Prospettive per il futuro 「クィーン組の呼びかけ」 - kuin kuno yobi kake | 26 agosto 1979    | 3 dicembre 1980  |
| 33 | Jarry Barth, l'aiutante di Matthew, fa credere ad Anna che lei ha mangiato una mela avvelenata. Anna è sola in casa e disperata scrive il suo testamento. Al suo ritorno Marilla la convince che si è trattato di uno scherzo di pessimo gusto e le comunica di aver ricevuto la proposta dell'insegnante Stacy di farle frequentare un corso intensivo di preparazione agli esami di ammissione alle scuole superiori. |                   |                  |
| 34 | I dubbi di Diana 「ダイアナとクィーン組の仲間」 - daiana to kuin kuno nakama | 9 settembre 1979  | 4 dicembre 1980  |
| 34 | Anna decide di studiare per superare i difficili esami di ammissione alle superiori, ma la sua inseparabile amica Diana, non troppo portata per gli studi, non vuole partecipare al corso intensivo nonostante il parere favorevole dei genitori. Anna a questo punto sa che prima o poi le loro vite si dovranno separare. |                   |                  |
| 35 | Ansie e timori 「夏休み前の思わく」 - natsuyasumi mae no omowa ku | 16 settembre 1979 | 15 aprile 1982   |
| 35 | Anna ha ormai 14 anni e si dedica anima e corpo nello studio. Al termine dell'anno scolastico si appresta a passare l'ultima estate della sua fanciullezza, che sta velocemente finendo. |                   |                  |
| 36 | La fine del club del racconto 「物語クラブのゆくえ」 - monogatari kurabu noyukue | 23 settembre 1979 | 9 dicembre 1980  |
| 36 | L'estate sta finendo e ormai i giochi di bambini non trovano più alcun interesse in Anna e nelle sue amiche che sono molto più interessate a parlare di ragazzi e del futuro. Quando un giorno d'autunno perfino il "Club del Racconto" verrà sciolto, Anna improvvisamente scoprirà di essere diventata grande. |                   |                  |
| 37 | Quindici anni 「十五歳の春」 - juugo toshi no haru | 30 settembre 1979 | 10 dicembre 1980 |
| 37 | Arriva la primavera e Anna compie 15 anni. Marilla ama profondamente la ragazza alta, dai grandi occhi intelligenti e un po' pensosa in cui si è trasformata, ma si chiede sempre più spesso, struggendosi di malinconia, dove sia finita quella bambina esuberante, chiacchierona e precoce che tanti anni prima aveva fatto piacevolmente irruzione nella sua vita e in quella di suo fratello Matthew. |                   |                  |
| 38 | Esami di ammissione 「受験番号は13番」 - jukenbangou ha 13 ban | 7 ottobre 1979    | 11 dicembre 1980 |
| 38 | Finalmente arriva il giorno dell'esame e l'insegnante Stacy accompagna i suoi allievi all'Accademia di Queen. Le prove durano tre giorni e l'unica preoccupazione di Anna è di non deludere Matthew, che ripone tanta fiducia in lei. |                   |                  |
| 39 | La pubblicazione dei risultati 「合格発表」 - goukakuhappyou | 14 ottobre 1979   | 12 dicembre 1980 |
| 39 | Dopo alcune settimane di trepidazione vengono pubblicati i risultati dell'esame: Anna risulterà prima tra gli studenti di tutta l'isola di Prince Edward, a pari merito con Gilbert Blythe. Inoltre tutto il gruppo di studenti preparato da Muriel Stacy ha superato l'esame ed è stato ammesso all'Accademia di Queen. |                   |                  |
| 40 | Spettacolo di beneficenza 「ホテルのコンサート」 - hoteru no konsato | 21 ottobre 1979   | 16 dicembre 1980 |
| 40 | Durante l'estate Anna partecipa ad una recita di beneficenza, alla quale è invitata come rappresentante di Avonlea, grazie al brillante risultato conseguito negli esami. Quella che doveva essere una semplice recita di una poesia, si trasforma in un trionfo, con innumerevoli richieste di bis. Gilbert è tra il pubblico: egli è da sempre innamorato di Anna, nonostante lei lo eviti accuratamente, e non nasconde la sua ammirazione. |                   |                  |
| 41 | Anna all'accademia di Queen 「クィーン学院への旅立ち」 - kuin gakuin heno tabidachi | 28 ottobre 1979   | 17 dicembre 1980 |
| 41 | Un ricco magnate americano presente alla recita vorrebbe adottare Anna. Ma la ragazza rinuncia a tutte le ricchezze che le vengono promesse: il suo posto è al "Tetto Verde" accanto a Marilla e a Matthew, che ormai da tempo considera i suoi genitori. |                   |                  |
| 42 | Nuova vita in città 「新しい学園生活」 - atarashii gakuen seikatsu | 4 novembre 1979   | 18 dicembre 1980 |
| 42 | Ormai sta per iniziare per Anna una nuova esistenza. La sua vita spensierata ad Avonlea è finita per sempre e si deve trasferire a Charlottetown presso una pensione, lasciando per lungo tempo la sua casa. All'arrivo a Charlottetown è subito preda dalla nostalgia, ma le sue amiche l'aiuteranno a superarla. |                   |                  |
| 43 | Vacanze di fine settimana 「週末の休暇」 - shuumatsu no kyuuka | 11 novembre 1979  | 19 dicembre 1980 |
| 43 | Anna decide di tentare di vincere la borsa di studio che le permetterebbe di frequentare l'università, ma non dice niente a Marilla e a Matthew per non rattristarli con la prospettiva del lungo distacco durante gli studi universitari. Marilla però scopre le intenzioni di Anna ed è sempre più orgogliosa di lei. |                   |                  |
| 44 | Inverno a Charlottetown 「クィーン学院の冬」 - kuin gakuin no fuyu | 18 novembre 1979  | 22 dicembre 1980 |
| 44 | Ad Anna sono state sempre tenute nascoste le precarie condizioni di salute di Matthew, e durante l'inverno il vecchio ha un ennesimo attacco di cuore. La ragazza scopre la cosa e si precipita disperata a casa per sincerarsi delle condizioni di salute del suo Matthew. Marilla sa che il fratello è gravemente malato, ma non vuole distrarre la ragazza dagli studi, che stanno diventando sempre più duri. Si darà quindi da fare per tranquillizzare Anna, che alla fine tornerà sollevata a scuola. |                   |                  |
| 45 | Progetti per l'avvenire 「栄光と夢」 - eikou to yume | 25 novembre 1979  | 23 dicembre 1980 |
| 45 | Arriva il momento degli esami finali. Anna, che ha trascorso ogni momento dell'ultimo anno sui libri sa di aver fatto tutto il possibile e quando i risultati vengono pubblicati, scoprirà di essersi diplomata con un punteggio altissimo. Risulterà lo studente più brillante in letteratura inglese e vincerà l'agognata borsa di studio per l'università. Gilbert, lo studente migliore del corso vincerà la medaglia d'oro. |                   |                  |
| 46 | L'amore paterno di Matthew 「マシュウの愛」 - mashuu no ai | 2 dicembre 1979   | 24 dicembre 1980 |
| 46 | Iniziano le brevi vacanze di Anna, che le dedica ad aiutare Matthew e Marilla nella raccolta delle mele. Tutta la famiglia farà il viaggio in calesse per trasportare i frutti al frantoio per essere trasformati in sidro: sarà la prima ed ultima volta che faranno un viaggio tutti insieme. La sera, Matthew rivelerà ad Anna quanto lui sia orgoglioso di lei, la sua figliola. |                   |                  |
| 47 | Il giorno più triste 「死と呼ばれる刈入れ人」 - shi to yoba reru kari ire nin | 9 dicembre 1979   | 29 dicembre 1980 |
| 47 | Il giorno dopo Matthew legge sul giornale del fallimento della banca in cui ha depositato i suoi risparmi e il suo cuore non regge. Il medico nulla può fare e a stento Marilla e Anna si rendono conto di aver perso Matthew per sempre. Anna è quasi inebetita dal dolore al punto da non riuscire neppure a piangere fino a che, durante la notte ormai sfinita, finalmente riesce a scoppiare in un pianto dirotto. Marilla dichiara alfine i suoi sentimenti e rivela ad Anna che la ama come fosse sua figlia. |                   |                  |
| 48 | Matthew lascia per sempre la sua casa 「マシュウ我が家を去る」 - mashuu wagaya wo saru | 16 dicembre 1979  | 30 dicembre 1980 |
| 48 | Tutto il paese partecipa al funerale di Matthew, mite e quasi inosservato da vivo, ma ora tanto importante per tutti. Vedendo il volto di Gilbert, Marilla rammenta il tempo in cui simpatizzava con John Blythe, il padre del ragazzo, prima che il loro rapporto fosse troncato da un litigio. Quando Marilla lo racconta ad Anna, Anna ripensa a quando rifiutò di perdonare Gilbert, esattamente come fece Marilla con John. |                   |                  |
| 49 | Una svolta decisiva 「曲り角」 - magarikado | 23 dicembre 1979  | 31 dicembre 1980 |
| 49 | Marilla corre il rischio di diventare cieca ed il medico le prescrive un riposo assoluto. Anna deve prendere quella che forse è la decisione più importante della sua vita. Capisce che deve ridefinire i suoi desideri e le sue ambizioni, visto che non può lasciare sola Marilla per andarsene lontano a studiare. Rinuncia quindi alla borsa di studio per restare accanto a quella che ormai da tempo è diventata sua madre a tutti gli effetti. |                   |                  |
| 50 | Sono in pace con il mondo 「神は天にいまし すべて世は事もなし」 - kami ha ten niimashi subete yo ha koto monashi | 30 dicembre 1979  | 1º gennaio 1981  |
| 50 | Gilbert rinuncia all'incarico di maestro ad Avonlea per cederlo ad Anna, optando per un posto di lavoro molto più scomodo e lontano. Anna, nel ringraziare Gilbert per quel gesto gentile, riuscirà a parlargli e a chiarire quello che in cinque anni non era mai riuscita a dirgli a causa del suo orgoglio. Il legame di amicizia che era stato reciso tanti anni prima, finalmente si riannoda e forse condurrà anche a qualcosa di più importante. |                   |                  |